# Винзен (Аллер)
Винзен (нем. Winsen) — община в Германии, в земле Нижняя Саксония.
Входит в состав района Целле. Население составляет 12 895 человек (на 31 декабря 2010 года). Занимает площадь 155 км².
| Год  | Население |
| ---- | --------- |
| 1990 | 10 496    |
| 1995 | 11 622    |
| 2000 | 12 252    |
| 2005 | 12 750    |
| 2010 | 12 874    |